# Paguroïdeus
Els paguroïdeus (Paguroidea) o bernats ermitans sensu lato són una superfamília de crustacis decàpodes de l'infraordre Anomura, que inclou els bernats ermitans sensu stricto (Pagurus spp.) i formes afins.
Moltes espècies, però no totes, posseeixen un abdomen tou desproveït de closca i han d'ocupar closques buides d'altres animals marins, sovint una conquilla d'un gastròpode. La major part són aquàtics, però alguns poden viure en un medi terrestre humit.

## Sistemàtica
La superfamília Paguroidea se subdivideix en 8 famílies:
- Família Calcinidae Fraaije, Van Bakel & Jagt, 2017
- Família Coenobitidae Dana, 1851
- Família Diogenidae Ortmann, 1892
- Família Paguridae Latreille, 1802
- Família Parapaguridae Smith, 1882
- Família Pylochelidae Spence Bate, 1888
- Família Pylojacquesidae McLaughlin & Lemaitre, 2001
- Família Xylopaguridae Gasparic, Fraaije, Robin & de Angeli, 2016